# De Jellumer- en Beersterpolder
De Jellumer- en Beersterpolder was een klein waterschap in de gemeente Baarderadeel in de Nederlandse provincie Friesland.
Het waterschap werd opgericht in 1906 als voortzetting van de particuliere "Polder onder Beers en Jellum" en de enige reden voor de verandering van status was dat niemand van de ingelanden zich kon onttrekken aan waterschapsbelasting, terwijl dat in een particuliere polder wel kon.
Het gebied van het voormalige waterschap maakt sinds 2004 deel uit van het Wetterskip Fryslân.